# Jacques Rohault
Jacques Rohault (* 1618 in Amiens; † 27. Dezember 1672 in Paris) war ein französischer Physiker und Mathematiker. Er war ein Hauptvertreter des Cartesianismus in Paris und schrieb in diesem Geist ein in seiner Zeit und bis in die Anfänge des 18. Jahrhunderts verbreitetes Physik-Lehrbuch.

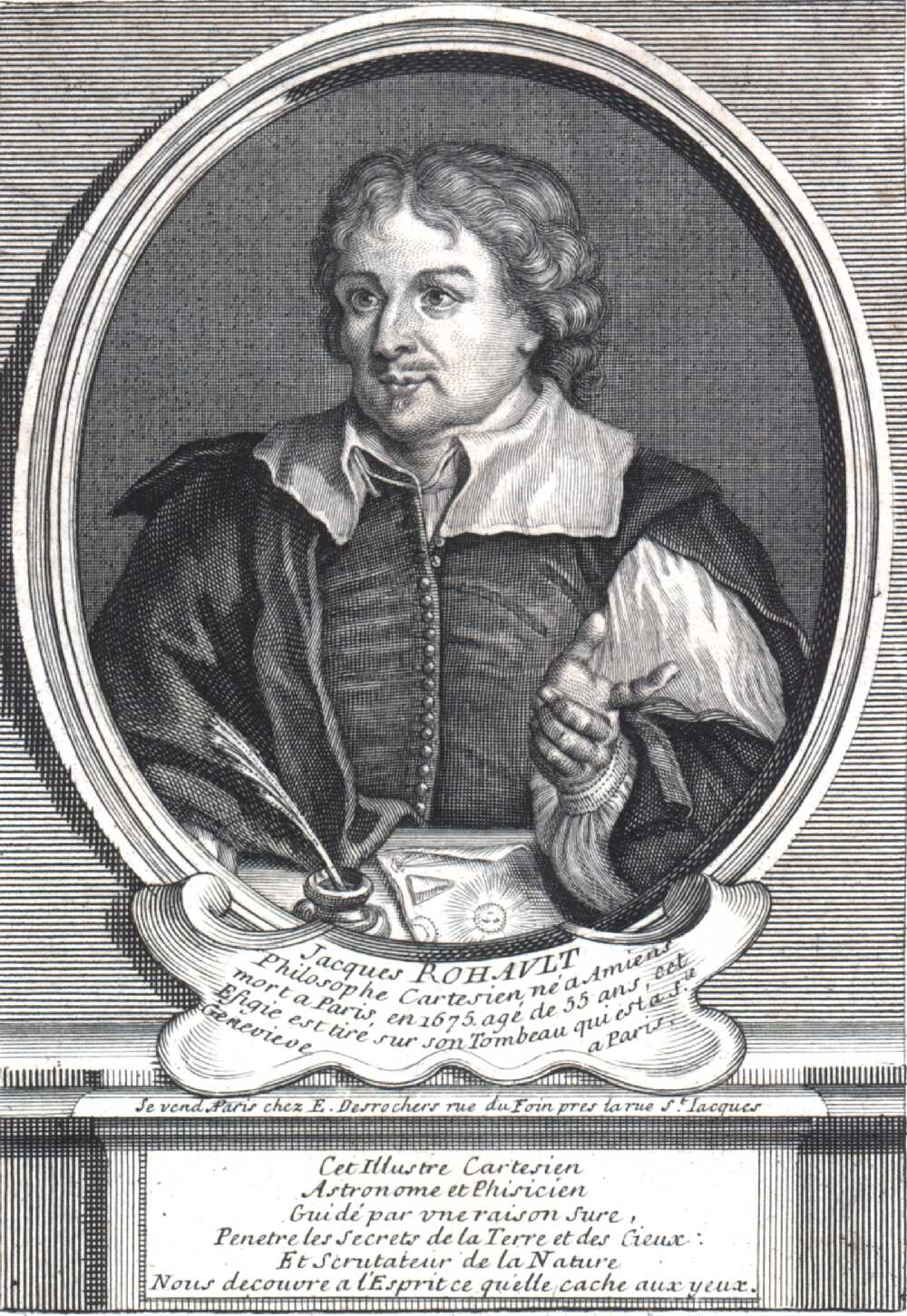
Jacques Rohault

Rohault war der Sohn eines wohlhabenden Weinkaufmanns und studierte in Paris bei den Jesuiten. Geometrie brachte er sich im Selbststudium bei und begann in Paris Mathematik zu unterrichten. Zu seinen Schülern gehörten die Cartesianer Claude Clerselier und Pierre Sylvain Régis und der Dauphin, den er in Mathematik und Philosophie auf Vermittlung von Bossuet unterrichtete.
Er war Mitglied der Akademie von Henri Louis Habert de Montmor.
1656 wiederholte er die Barometer-Experimente von Blaise Pascal vor großem Publikum in Notre Dame. Im folgenden Jahr begann er wöchentlich am Mittwoch mit großem Erfolg öffentlich Physikalische Experimente vorzuführen.
In seinem Physik-Lehrbuch von 1671 behandelt er neben Material aus der Dioptrik und Météores von Descartes auch neue Themen wie Magnetismus und Kapillarität und legt viel Wert auf Experimente. In der Astronomie folgt er teilweise den überkommenen Theorien von Ptolemäus und Tycho Brahe, teilweise Kopernikus. Er behandelt auch Biologie (wobei er neben Descartes auch William Harvey und seiner Theorie des Blutkreislaufs folgt). Es war jahrelang das physikalische Standardlehrbuch in Frankreich. 1674 erschien eine lateinische Übersetzung des Schweizers Théophile Bonet (1620–1689), eine weitere lateinische Fassung stammte vom Newton-Anhänger Samuel Clarke (1697 und viele weitere Auflagen), der auch Zusätze im Sinne der Newtonschen Lehre einbrachte, die er der Descarteschen gegenüberstellte. Daraus entstand 1723 eine englische Ausgabe durch seinen Bruder John Clarke, so dass das Buch auch in England einflussreich war, damit allerdings nicht die kartesianische, sondern die Newtonsche Lehre verbreitete.
Er war zweimal verheiratet.

## Schriften

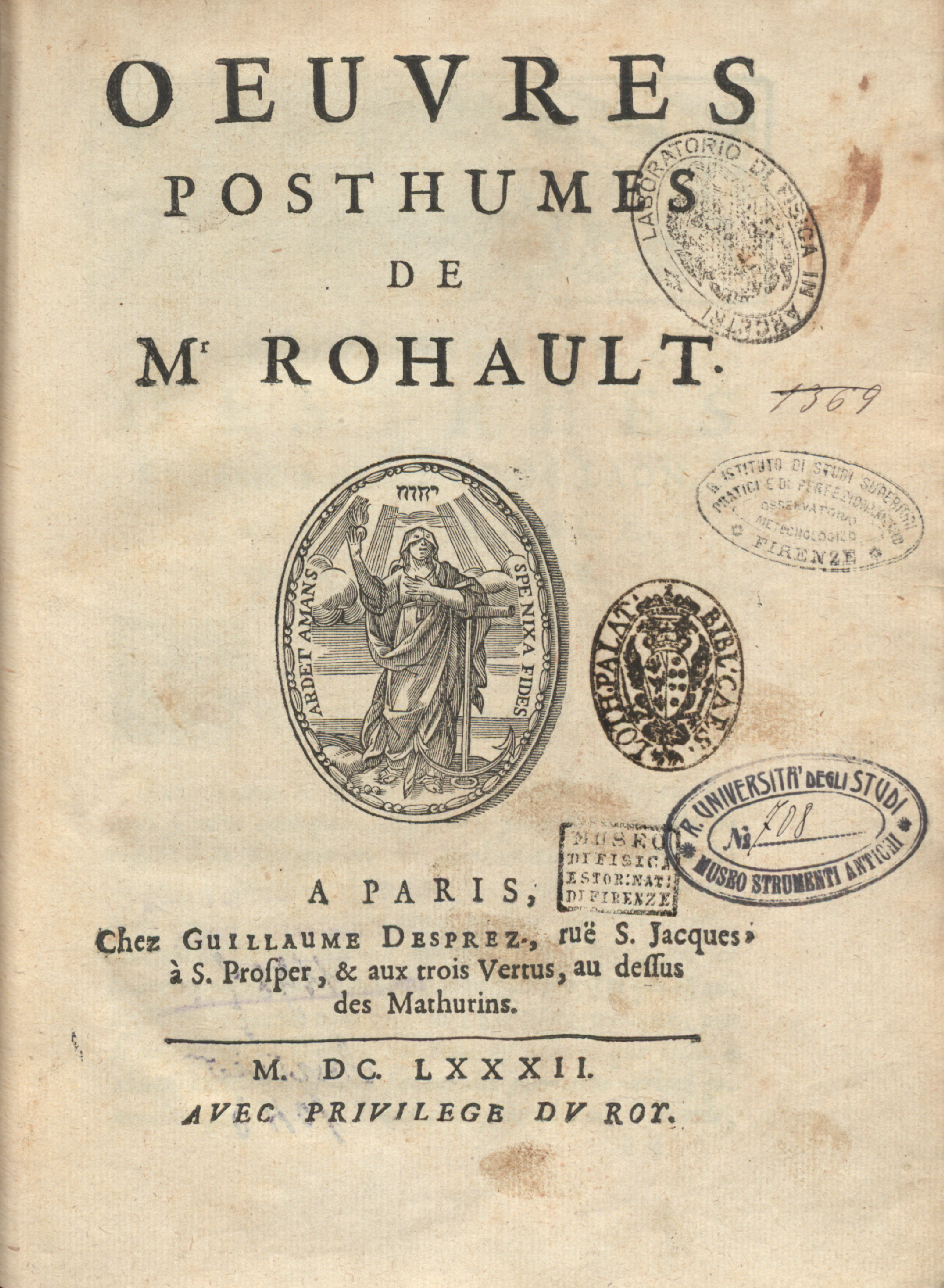
Oeuvres posthumes, 1682

- Traite de Physique, Paris 1671, viele Neuauflagen bis 1730
  - Eine lateinische Übersetzung erschien 1674 in Genf und 1702 in London
- Les entretiens sur la philosophie, Paris 1671 (Verteidigung der Lehre von Descartes), Neuauflage Paris 1978 (CNRS, Herausgeber Pierre Clair)
- Oeuvres posthumes de M. Rohault, Paris 1682 (Herausgeber Clerselier)